# Florine Stettheimer
Florine Stettheimer (19 de agosto de 1871-11 de mayo de 1944) fue una pintora modernista, feminista, diseñadora teatral, poeta y salonniére estadounidense. Desarrolló un estilo de pintura teatral que representa a su familia, amigos y experiencias de la ciudad de Nueva York. Pintó el primer autorretrato feminista desnudo, ejecutó pinturas con temas controvertidos de raza y preferencia sexual y escribió poesía humorística, además de diseñar varias escenografías (teatro, ballet).

## Biografía
Florine Stettheimer nació en Rochester, Nueva York, el 19 de agosto de 1871 en el seno de una rica familia de banqueros de origen germano-judío. Después del abandono de su padre, Joseph, y de que sus dos hermanos mayores, Stella y Walter, se casaran, Stettheimer fue criada por su madre, Rosetta Walter, junto a sus otras dos hermanas, Caroline (Carrie) y Henrietta (Ettie), con quienes formó un estrecho vínculo. La gran fortuna familiar, junto a la visión liberal de una madre que nunca exigió a sus hijas buscarse un trabajo o un marido, hicieron que Florine pronto dedicara su vida a la pintura.
Pasó parte de su infancia y juventud en Europa donde estudió a los Viejos Maestros visitando museos y galerías de arte en Italia, Francia, España y Alemania. Stettheimer también visitó exposiciones de salones contemporáneos y estudios de artistas y vio el trabajo de los cubistas, Cézanne, Manet, Van Gogh, Morisot y Matisse años antes del Armory Show, la primera gran exposición de arte moderno en América.
En 1892, Stettheimer se matriculó en un programa de cuatro años en la Art Students League de Nueva York, una escuela modelada en las escuelas privadas de París.  Estudió con profesores como Kenyon Cox, Harry Siddons Mowbray y Carol Beckwith. Al graduarse, había dominado la pintura realista, tradicional, retrato académico y desnudos de estilo europeo.
Tras el estallido de la Primera Guerra Mundial volvió a su país natal donde se instaló con su madre y hermanas en un lujoso apartamento de  Manhattan, Nueva York. Allí crearon un salón que atrajo a los miembros de la vanguardia.
El 11 de mayo de 1944, Stettheimer murió de cáncer en el Hospital de Nueva York. Pidió a su hermana Ettie que sus obras no fuesen vendidas, sino que fueran donadas a diferentes museos de todo el país. Las pinturas de Stettheimer fueron donadas a los principales museos de arte de los Estados Unidos, incluyendo el Museo Metropolitano de Arte. Al enterarse del fallecimiento de la artista, Duchamp pidió permiso a Ettie para organizar una retrospectiva de las pinturas de Stettheimer, siendo esta exposición la primera retrospectiva completa de una artista mujer organizada por el Museo de Arte Moderno.

## Diseños para la ópera
Las interpretaciones de los Ballets Rusos de Serguei Diaghilev en París en 1912 fueron una influencia clave en la pintura de Stettheimer. Cautivada por la puesta en escena y la coreografía, creó el libreto, los vestuario y los decorados para una ópera propia: Orphée des Quat'z Arts. Las maquetas resultantes, con sus personajes disfrazados hechos de materiales intrincadamente cosidos y con cuentas, muestran movimientos teatrales, activos, de baile y personalidades individualizadas.
Muchas de las figuras femeninas de estos diseños llevan un material transparente recién inventado: celofán. El uso del celofán se convirtió en el sello distintivo de su diseño interior.

## Salón de lasStetties

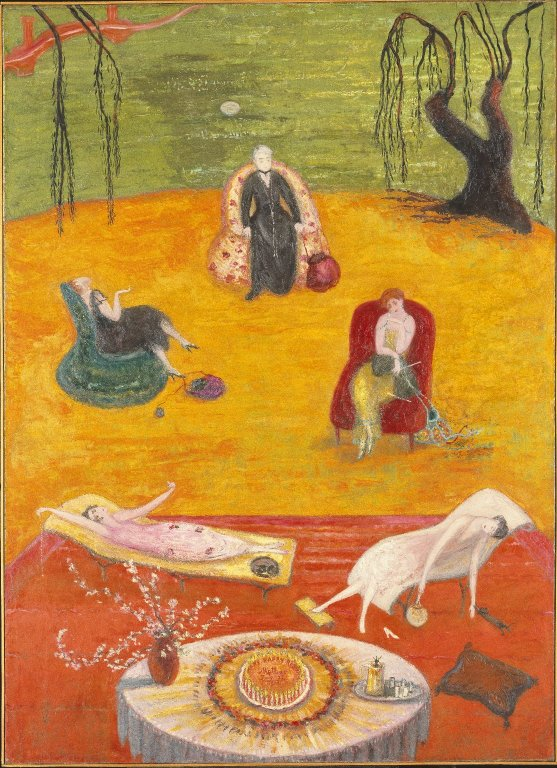
Heat, 1919

Durante su regreso a los Estados Unidos, Stettheimer decidió rechazar su formación académica tradicional y crear un nuevo estilo de pintura, capturando las emociones inmediatas y expresivas que sentía al ver las vistas, los sonidos y la gente de la ciudad de Nueva York del siglo.
Las Stetties -así eran conocidas las tres hermanas Stettheimer en los ambientes cultos de la ciudad- organizaron reuniones en su vivienda de Manhattan a las que acudían figuras del modernismo estadounidense como Georgia O’Keeffe, Marcel Duchamp, Henry McBride o Carl Van Vechten.
Un aspecto único del salón Stettheimer era que sus numerosos amigos y conocidos homosexuales y bisexuales no necesitaban disfrazar su orientación sexual en las reuniones, a pesar de que relaciones homosexuales eran ilegales en Nueva York en ese momento.
Durante los veranos, las Stetties a menudo celebraban fiestas de un día de duración para amigos en casas de verano alquiladas. Stettheimer pintó varias de estas reuniones de sus familiares y amigos disfrutando de las festividades al aire libre, como por ejemplo Sunday Afternoon in the Country (1917).

## Estilo y pintura de su madurez
Durante su vida Stettheimer tuvo sólo una exposición individual en Knoedler en 1916, una serie de nuevas obras, derivadas de Matisse, pintadas con colores brillantes y puros, impacto grueso y contornos pesados.
En 1917, el estilo de Stettheimer evolucionó a un lenguaje visual que rechazaba tanto el formalismo tradicional como la abstracción modernista. Stettheimer transformó su estilo de pintura volviendo a la influencia miniaturizada, teatral y colorida de sus diseños para Orphée des Quat'z Arts. Cada lienzo estaba organizado como un escenario lleno de familiares, amigos y conocidos fácilmente identificables.
En todas sus obras, menos en los retratos, Stettheimer llenó su pintura con colores primarios brillantes, a menudo sin mezclar, sobre un fondo blanco plano, y muchos toques pequeños muy detallados y humorísticos.

### Años 20

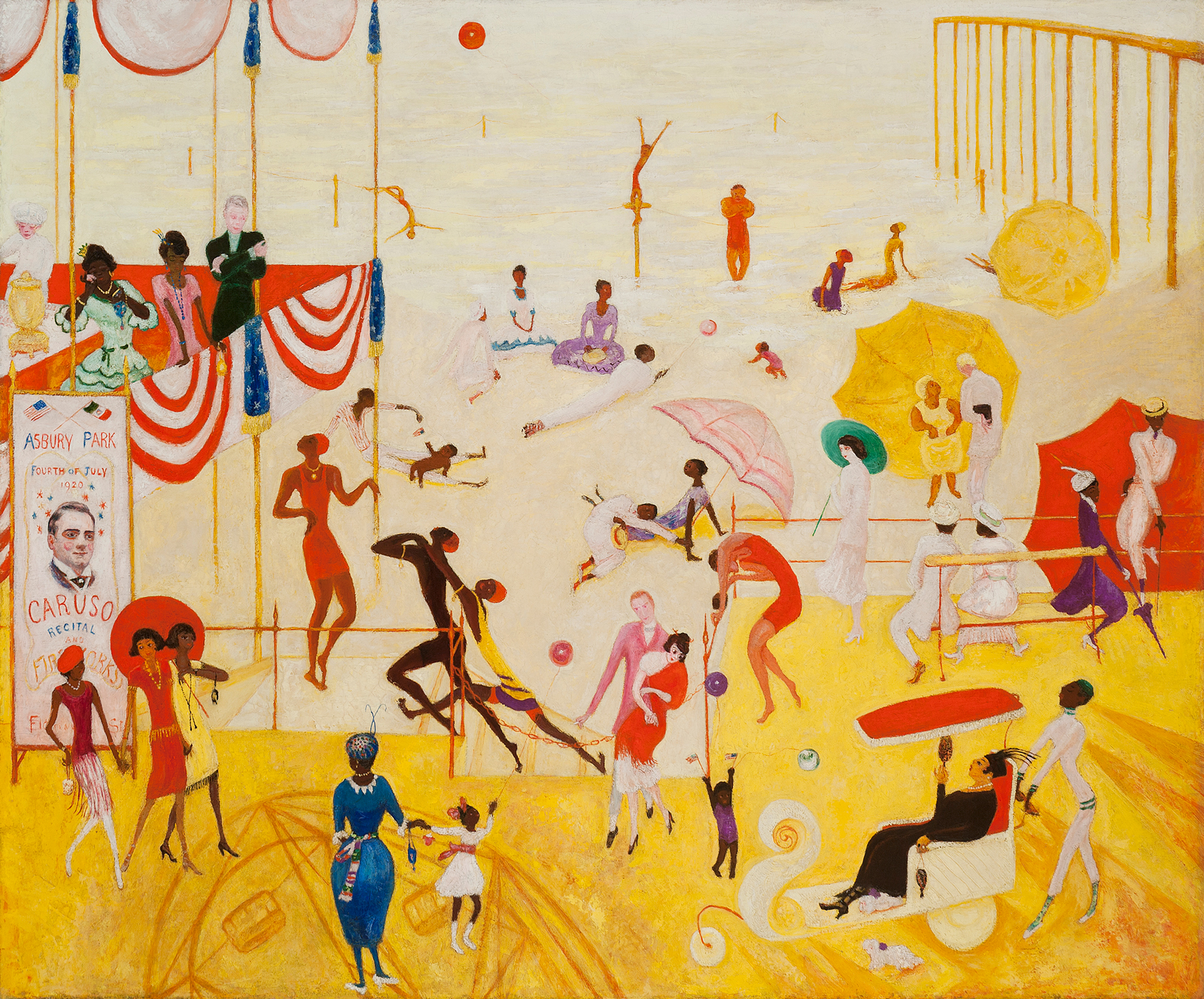
Asbury Park, 1920

La década de 1920 fue el período más productivo de Stettheimer. Pintó una serie de retratos individuales de amigos varones, de su familia y de ella misma. En lugar de tratar de reproducir cómo era la modelo, los retratos de Stettheimer revelan la personalidad a través de ilustrar una mezcla de sus hábitos, vocaciones, logros y contextos. En su retrato de Marcel Duchamp, por ejemplo, incluyó imágenes de varios de sus readymades, así como de su alter ego femenino, Rrose Sélavy. También pintó retratos individuales de sus hermanas y su madre, y un autorretrato en el que lleva la boina de un artista, una vaina transparente envuelta en celofán y una capa de alas rojas y está flotando hacia el sol.
Igualmente, pintó varias obras monumentales que trataban temas controvertidos, como Asbury Park South, que muestra a los afroamericanos disfrutando de una conocida playa segregada de Nueva Jersey.

### Pinturas de la Catedral
A partir de 1929, y continuando hasta mediados de la década de 1940, Stettheimer pintó cuatro obras monumentales tituladas Pinturas de la Catedral o Cathedral paintings. Conmemoró en estos lo que ella consideraba los principales "santuarios" de la ciudad de Nueva York: los nuevos distritos de teatro y cine de Times Square y Broadway; Wall Street como el centro de las finanzas y la política; las tiendas y la sociedad de clase alta de la Quinta Avenida; y el elitismo entre los tres principales museos de arte de Nueva York: el Museo de Arte Moderno, el Museo Metropolitano de Arte y el Museo Whitney de Arte Estadounidense. Trabajó estas pinturas hasta unas semanas antes de su muerte.
| 1929 oil painting by Florine Stettheimer |
| The Cathedrals of Broadway, 1929         |

| 1931 oil painting by Florine Stettheimer |
| The Cathedrals of Fifth Avenue, 1931     |

| 1939 oil painting by Florine Stettheimer |
| The Cathedrals of Wall Street, 1939      |

| 1942 oil painting by Florine Stettheimer |
| The Cathedrals of Art, 1942              |

#### Cuatro Santos en Tres Actos
En 1934, Cuatro Santos en Tres Actos -la primera ópera de vanguardia en Estados Unidos- se abrió al público en Hartford, Connecticut. Stettheimer diseñó el escenario y los trajes e hizo muñecas con trajes completamente cosidos para cada uno de los personajes. Creó diseños para cada escenario en pequeñas cajas de zapatos.

## Feminismo

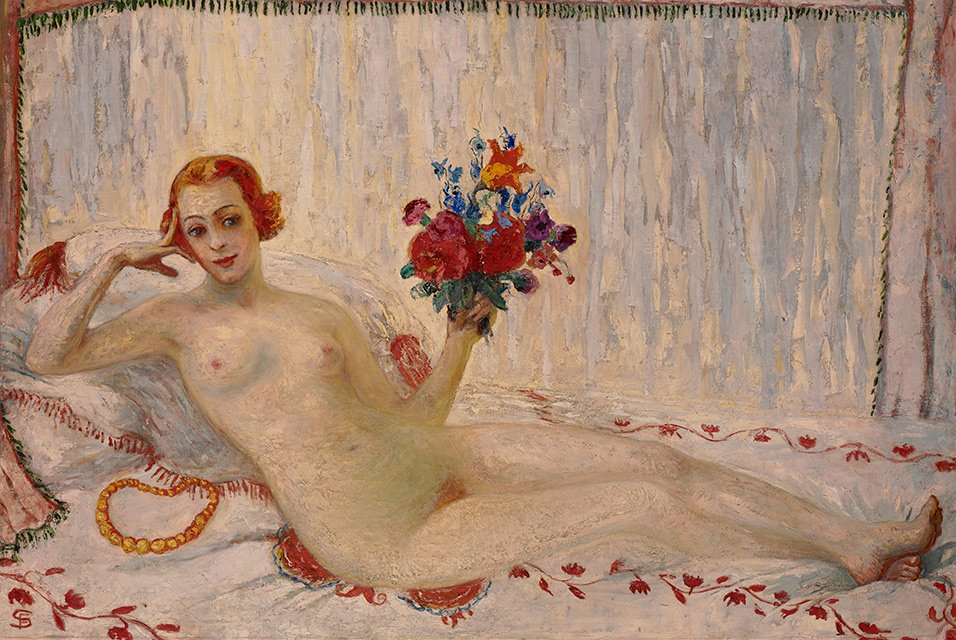
A Model (Nude Self-Portrait), 1915–16

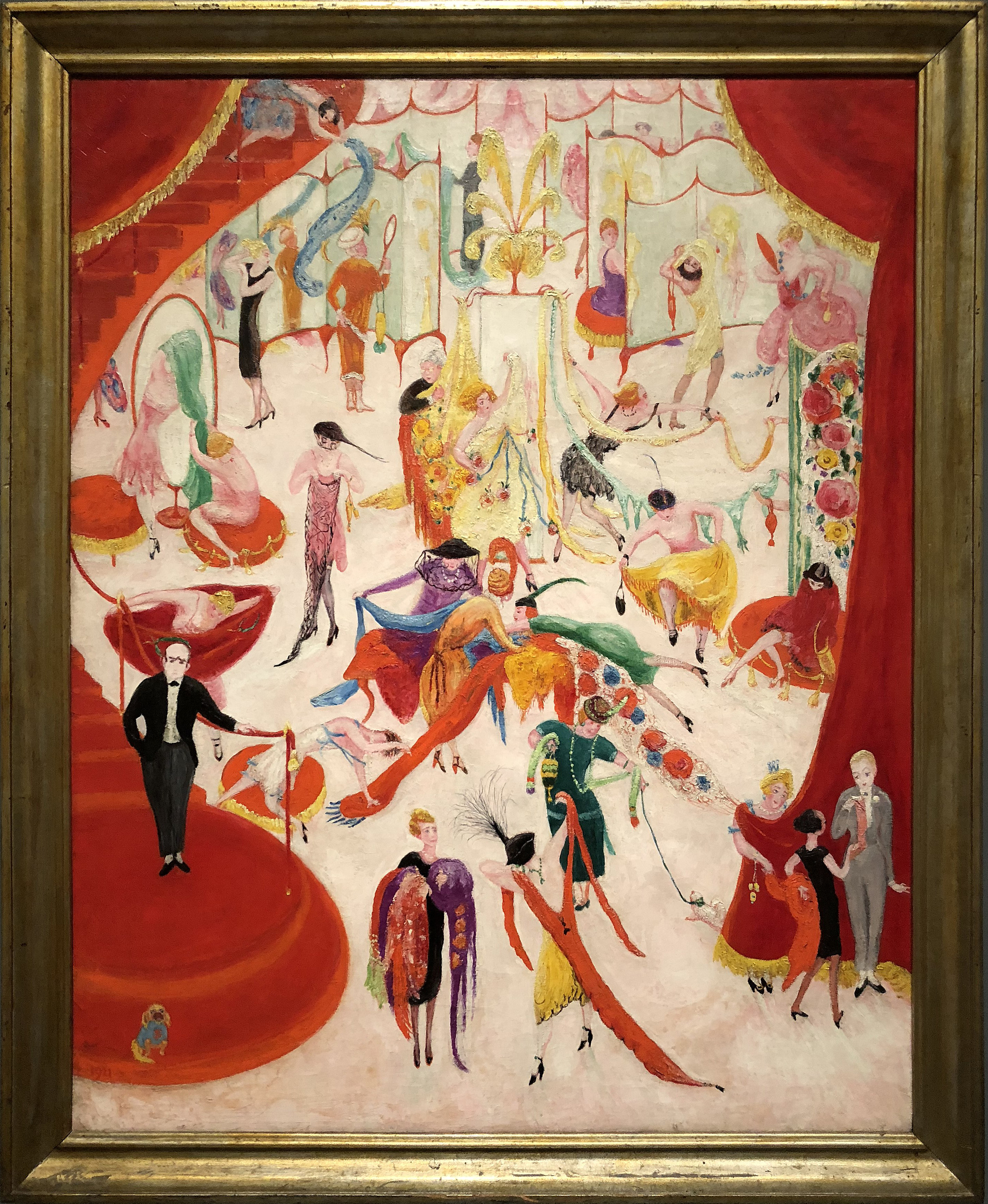
Spring Sale at Bendel's, 1920

Muchas de las pinturas de Stettheimer demuestran que se opuso firmemente a la idea del matrimonio, creyendo como muchas feministas que obstruía la libertad de las mujeres e interfería en la creatividad.
Durante sus años en Europa, Stettheimer y sus hermanas buscaron producciones teatrales que presentaban temas y artistas feministas.
En 1912, en una visita al Museo del Prado de Madrid descubrió La maja desnuda de Goya. Esta obra le causó tal impresión que posteriormente, en 1915, a la edad de 45 años, la utilizó como inspiración para crear una autorretrato suyo totalmente desnuda. De esta forma, A Model (1915-16) se convirtió en el primer autorretrato desnudo creado por una mujer del que hay constancia en la historia del arte.
Asimismo, la artista pintó varias obras de contextos inusuales y orientados a las mujeres, como su monumental obra de 1921 Spring Sale at Bendel's, en la que capturó con humor a mujeres ricas de diferentes formas corporales intercambiándose la ropa en una costosa tienda departamental; o Natatorium Undine, que retrata a mujeres desnudas montando en carrozas o nadando en conchas de media ostra.

## Legado de Stettheimer
A lo largo de su vida, los galeristas de Nueva York pidieron a Stettheimer que se uniera a sus galerías. Aunque expuso en varias galerías minoristas y a menudo se le pidió que vendiera su trabajo, valoró cada pintura con el equivalente a cientos de miles de dólares, por lo que nadie podía pagarlas. A partir de 1919, Stettheimer expuso pinturas en casi todas las exposiciones importantes de arte contemporáneo.
Después de su muerte, a finales de la década de 1940, cuando las obras de Stettheimer fueron donadas a museos de arte, el gusto por el arte se había trasladado al expresionismo abstracto, y sus pinturas no eran exhibidas con frecuencia.
En la década de 1970, la obra de Stettheimer fue revivida por historiadores del arte feminista, incluyendo a Linda Nochlin. Stettheimer pasó por otro renacimiento en 1995 con una exposición retrospectiva de su trabajo en el Whitney Museum of American Art y la publicación de otra biografía, The Life and Art of Florine Stettheimer.

A partir de 2015 con la primera retrospectiva de la obra de Stettheimer en Europa en la Lenbachhaus de Múnich, la obra de Stettheimer ha sido también incluida en numerosas exposiciones en los Estados Unidos. 